# Union des démocrates et indépendants - Union centriste
De fractie Union des démocrates et indépendants - Union centriste UDI-UC, Nederlands: Unie van Democraten en Onafhankelijken, zijn de volksvertegenwoordigers van de Union des démocrates et indépendants UDI in de Senaat in Frankrijk. De afvaardiging noemt zich in de Senaat Union centriste.
De Union des démocrates et indépendants heeft ook een afvaardiging in het parlement, in de Assemblée Nationale.

## Geschiedenis en samenstelling
De Union centriste UC werd voorgegaan door de parlementaire groepering Union Centriste - Union pour la Démocratie Française, 2005-2008. De naam Union centriste werd in september 2008 aangenomen en in juni 2012 weer veranderd in de huidige naam, Union des démocrates et indépendants - Union centriste UDI-UC. Hierin zijn de senatoren verenigd uit de partijen uit het politieke centrum, die uit de Union pour la Démocratie Française UDF zijn voortgekomen. Deze partijen zijn van christendemocratische en progressief liberale inslag.
De senatoren van de UDI-UC behoren tot de volgende partijen:
- Mouvement démocrate MoDem
- Les Centristes NC
- Alliance centriste AC
- Force européenne démocrate FED
- Parti Radical Valoisien RAD
- Tapura Huiraatira
- Directe leden van de Union des démocrates et indépendants UDI-Adhérente directe

## Leden
- Hervé Marseille - actief fractievoorzitter
- Jean-Marie Bockel - lid uitvoerend comité
- Jean Arthuis - voorzitter tussen 1998 en 2002

## Voorzitters
- 2017 - heden : Hervé Marseille, UDI-FED
- 2011 - 2017 : François Zocchetto, AC
- 2009 - 2011 : Nicolas About, MoDem
- 2002 - 2009 : Michel Mercier, UDF daarna MoDem
- 2002 - 2002 : Xavier de Villepin, UFE
- 1998 - 2002 : Jean Arthuis, UDF-Force démocrate daarna Nouvelle UDF
- 1993 - 1998 : Maurice Blin, UDF-CDS daarna Force démocrate
- 1986 - 1993 : Daniel Hoeffel, UDF-CDS
- 1983 - 1986 : Adolphe Chauvin, UDF-CDS

## Voetnoten
1. ↑  De Senaat in Frankrijk is te vergelijken met de Senaat in België en de Eerste Kamer in Nederland.
2. ↑  De Mouvement Démocrate maakt geen deel uit van de parlementaire groepering Les Centristes, maar vormt een eigen fractie.

## Websites
- (fr)  Union centriste
- (fr)  Senaat in Frankrijk. Les groupes politiques au Sénat. Parlementaire groeperingen in de Senaat

Samenstelling per 27 juli 2019 
 De deelnemende partijen met de meeste zetels worden genoemd, alleen de partijen met een enkele zetel binnen de fractie ontbreken.